# Mesochorus fallax
Mesochorus fallax är en stekelart som beskrevs av Dasch 1974. Mesochorus fallax ingår i släktet Mesochorus och familjen brokparasitsteklar. Inga underarter finns listade i Catalogue of Life.